# Szew podczułkowy
Szew podczułkowy (łac. sutura subantennalis, sulcus subantennalis, sutura frontogenalis) – szew obecny na głowie niektórych owadów.
Szwy podczułkowe ciągną się ku dołowi, poniżej jamek czułkowych, od szwów czułkowych do szwów policzkowych. Wbrew używanej niekiedy nazwie suturae frontogenales (dosł. „szwy czołowo-policzkowe”) według R.E. Snodgrassa jest wątpliwym by stanowiły boczne krawędzie właściwego czoła. Po stronie wewnętrznej puszki głowowej szwowi temu odpowiadać może listewka podczułkowa (ang. subantennal ridge), jak to ma miejsce np. u larw komarowatych.
Szwy podczułkowe występują m.in. u karaczanów oraz błonkoskrzydłych z nadrodzin Megalyroidea i pszczół.
Wśród pszczół szwów tych brak tylko w przypadku, gdy czułki osadzone są blisko nadustka. Szwy te są przyciemnione wskutek czego są dobrze widoczne u gatunków o jasnym ubarwieniu tła twarzy, a słabiej widoczne u tych z ubarwieniem czarnym. W przypadkach gdy oskórek jest czarny i grubo punktowany szwy te mogą być zupełnie niedostrzegalne. U części gatunków, np. pszczolinkowatych, występują po dwa szwy podczułkowe pod każdym czułkiem: zewnętrzny (łac. sutura subantennalis exterior) i wewnętrzny (łac. sutura subantennalis interior). Wówczas rejony odgraniczone tymi szwami określa się mianem powierzchni podczułkowych (łac. areae subantennales).